# Ewa Osiecka

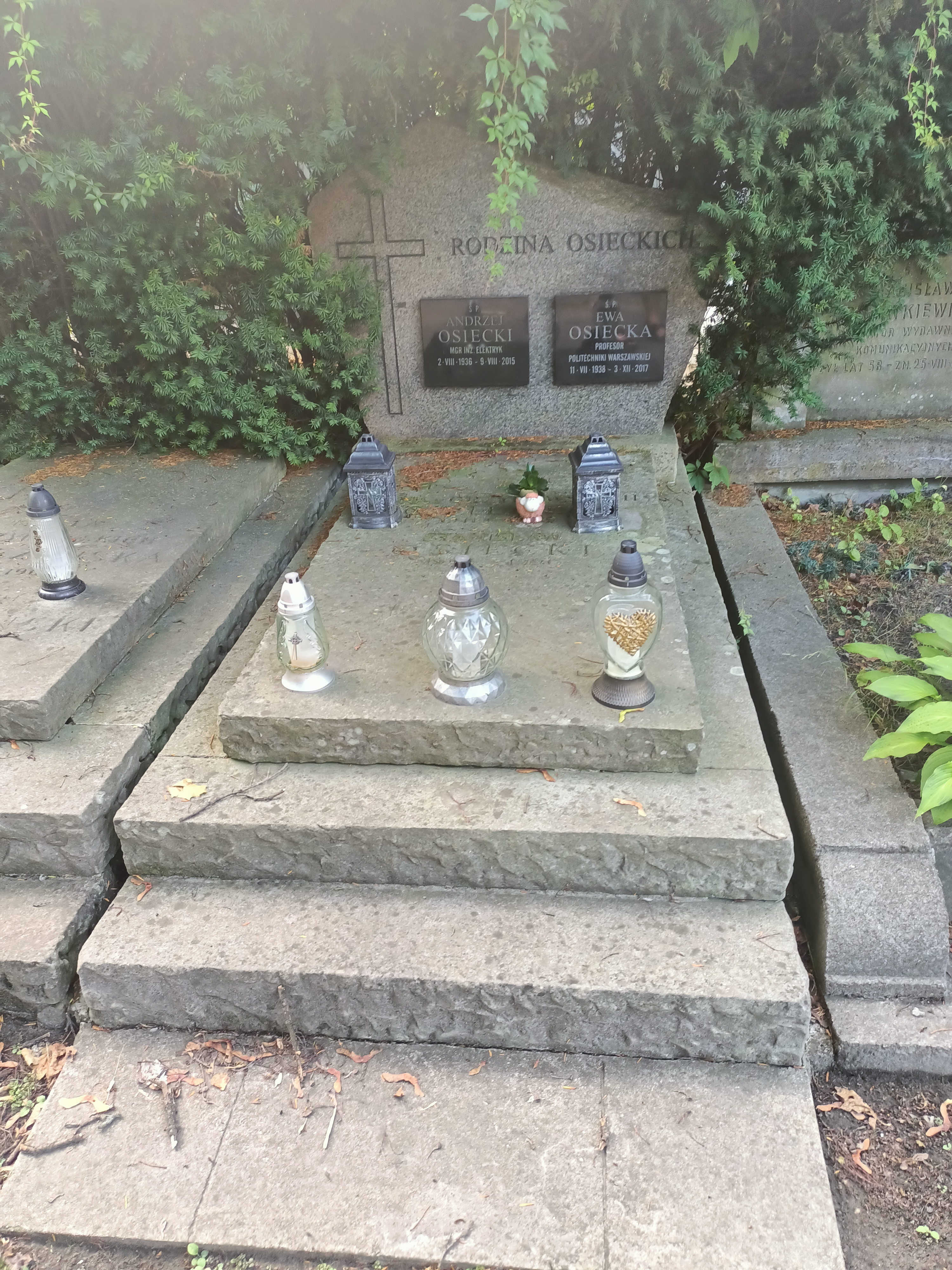
Grób profesor Ewy Osieckiej na Cmentarzu Powązkowskim w Warszawie

Ewa Osiecka (ur. 11 lipca 1938, zm. 3 grudnia 2017) – polska profesor nadzwyczajna Politechniki Warszawskiej, docent Instytutu Techniki Budowlanej na Wydziale Inżynierii Lądowej w Katedrze Inżynierii Produkcji i Zarządzania w Budownictwie. W latach 1990–1993 pełniła funkcję prodziekana Wydziału Inżynierii Lądowej. Odznaczona Złotym Krzyżem Zasługi. Jest pochowana na cmentarzu Powązkowskim.

## Źródła
- Nekrolog Ewy Osieckiej
- Dr hab. Ewa Osiecka, [w:] baza „Ludzie nauki” portalu Nauka Polska (OPI PIB) [dostęp 2019-02-28].